# Copland (Apple)
Pour les articles homonymes, voir Copland.
 (juin 2020).
Si vous disposez d'ouvrages ou d'articles de référence ou si vous connaissez des sites web de qualité traitant du thème abordé ici, merci de compléter l'article en donnant les références utiles à sa vérifiabilité et en les liant à la section « Notes et références ».
Copland était un projet d'Apple qui visait à créer un nouveau système d'exploitation pour le Macintosh.
Lancé en 1994, le projet prévoyait d'introduire des fonctions modernes (comme la mémoire protégée et le traitement multitâche) dans Mac OS, qui avait peu évolué depuis une dizaine d'années.
En 1996, le PDG d'Apple Gil Amelio décide finalement d'abandonner le projet, jugé trop complexe et pas assez performant, préférant faire appel à un savoir-faire déjà expérimenté. Ce sera NeXTSTEP, le système d'exploitation de la société de Steve Jobs, qui deviendra le projet Rhapsody puis Mac OS X.
Une partie des nouveautés développées pour Copland sera reprise dans une version intermédiaire du système, Mac OS 8 : introduction des « thèmes » pour personnaliser l'interface, liaison TCP/IP, etc.